# Heinrich Lang (målare)

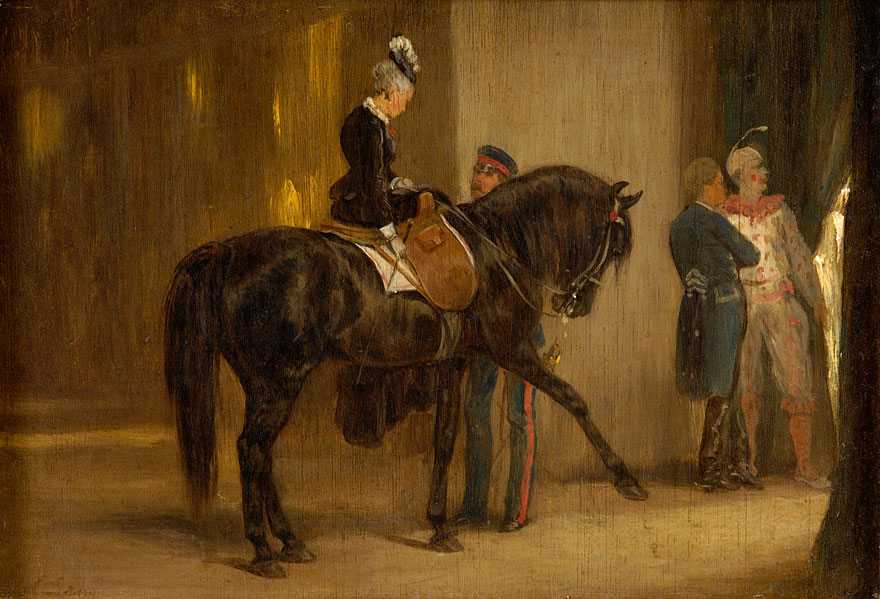
Vor dem Auftritt av Heinrich Lang.

Heinrich Lang, född 1838, död 1891, var en tysk målare, gift med Tina Blau.
Lang studerade i München, deltog 1870-71 i fransk-tyska kriget och utförde en mängd häst- och bataljtavlor, bland dem Csikós driver hästar tillbaka till hjorden (1865) samt episoder från striderna vid Sedan, Vionville och Wörth (två av dessa bataljmålningar finns i nya pinakoteket i München).